# Niseko-Shakotan-Otaru-Kaigan-Quasi-Nationalpark
Der Niseko-Shakotan-Otaru-Kaigan-Quasi-Nationalpark (japanisch ニセコ積丹小樽海岸国定公園 Niseko-Shakotan-Otaru Kaigan Kokutei Kōen) ist ein Quasi-Nationalpark in Japan. Der 1963 gegründete Park erstreckt sich über eine Fläche von ca. 190 km², die sich in zwei Gebiete aufteilt:
- Küstenabschnitt um das Kap Kamui und Kap Shakotan
- Niseko-Berge

Mit der IUCN-Kategorie II ist das Parkgebiet als Nationalpark klassifiziert. Die Präfektur Hokkaidō ist für die Verwaltung des Parks zuständig.

## Galerie

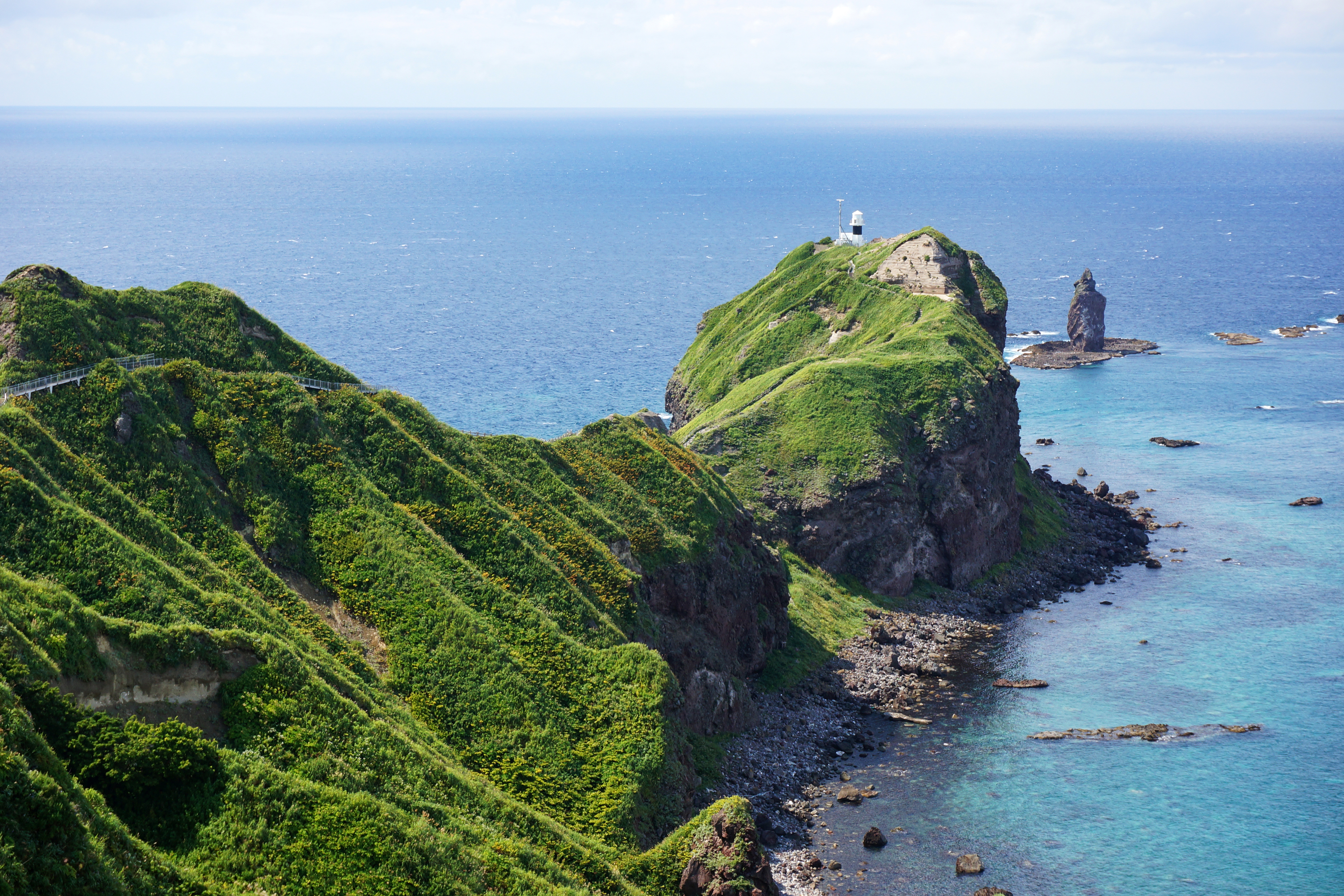
Kap Kamui
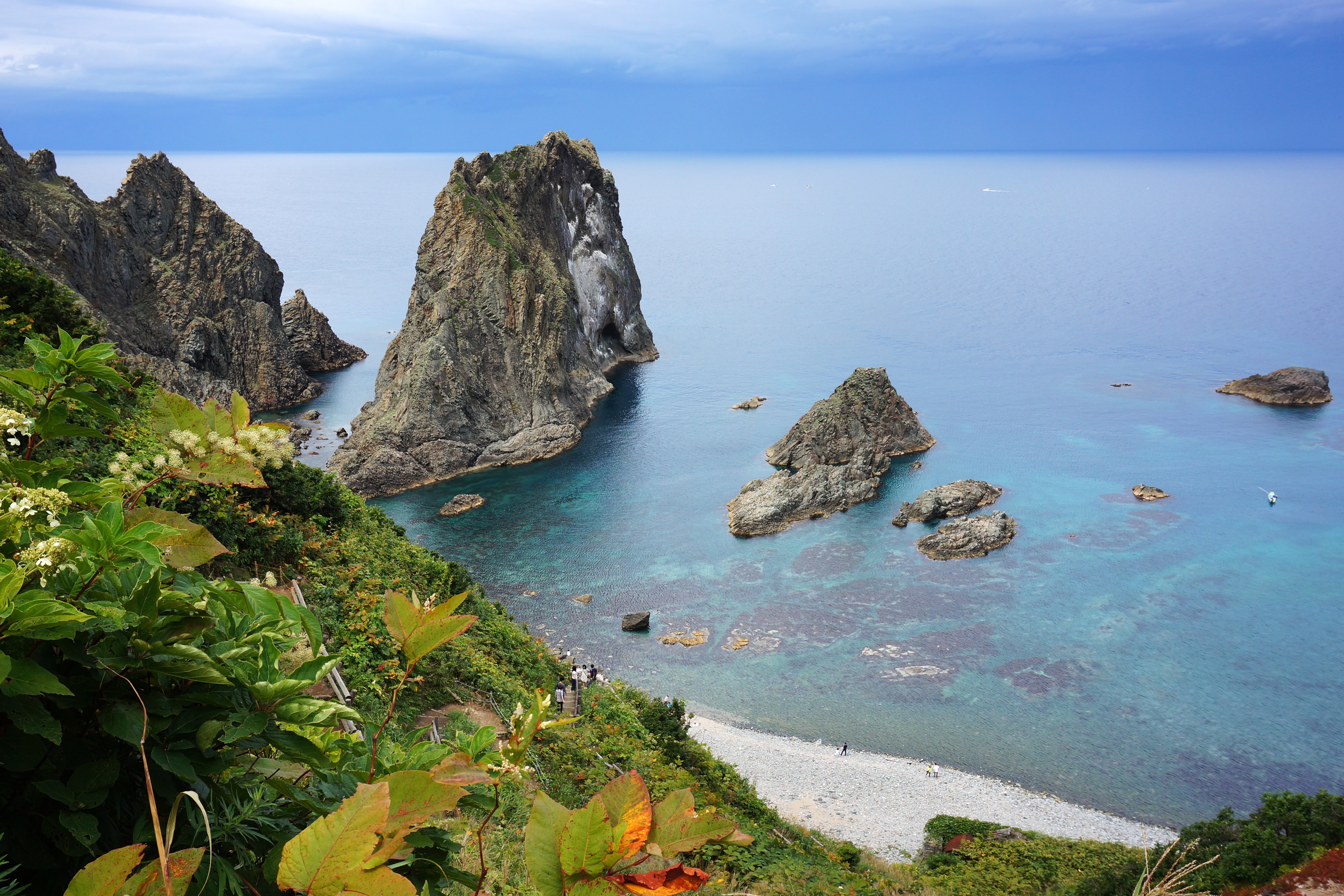
Shimamui Küste, Kap Shakotan
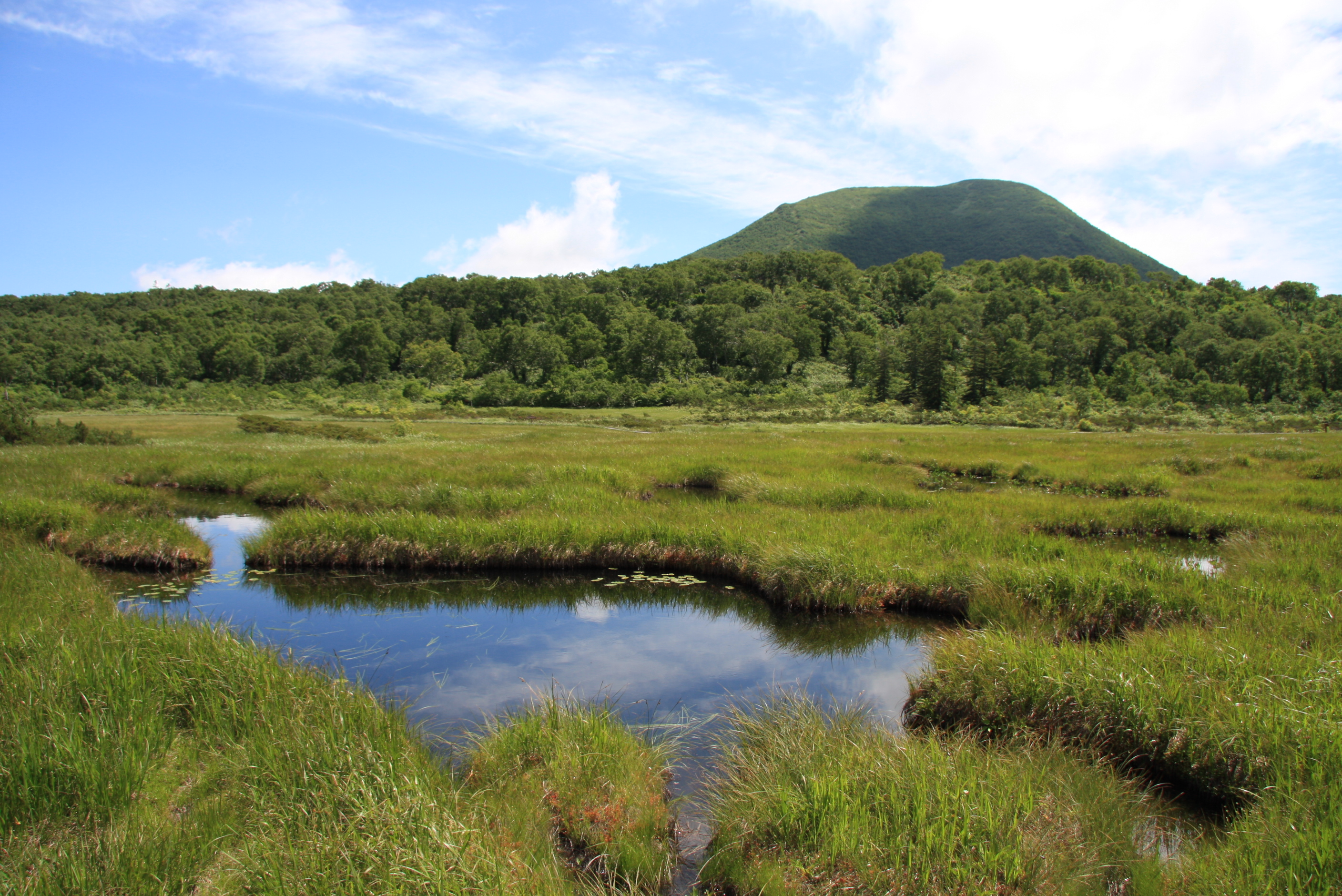
Berg Chise
Marschland im Quasi-Nationalpark